# DCI (Magic: The Gathering)
A DCI (Duelists' Convocation International, em português "Convocação Internacional de Duelistas") é uma organização responsável por criar, definir, manter, sancionar e atualizar as regras e procedimentos de todos os jogos e torneios realizados pela Wizards of the Coast e suas subsidiárias. Também é responsável por criar e atualizar os rankings dos jogadores. A DCI também tem um programa para certificação de Juízes, que promove a associação de novos juízes e a manutenção das regras.
Ao participar de qualquer torneio sancionado pela DCI, o jogador irá receber o "DCI/RPGA ID", com esse código, o jogador poderá acessar a página do DCI PERSONAL INFORMATION CENTER, nela os jogadores podem ver os rankings, eventos, aprender sobre e participar do Programa de Juízes e várias outras funções. A DCI usa o sistema de classificação ELO Rating System.

## Magic: The Gathering
Umas das principais atividades da DCI é quanto ao jogo Magic: The Gathering, o qua, pela sua mecânica, tem mais adéptos e facilidade de se criar competições do que outros jogos.

### Formatos de Torneios
A DCI mantem três categorias básicas para torneios: Pré-Construído, Eterno e Limitado. Cada categoria suporta um número de formatos de torneios relacionados. A performance de um jogador numa categoria, não afeta a sua qualificação ou posição no ranking de outra categoria. Além dessas categorias, existe mais uma para partidas de multi-jogador.

### Pré-Construído
Em torneios Pré-Construídos, os jogadores trazem decks de pelo menos 60 cartas, com limite de quatro cópias de cada carta, porém sem limite para o número de terrenos básicos. Adicionalmente, um side-deck de 15 cartas é permitido. O jogador pode substituir cartas do deck por cartas do side-deck antes da partida começar, de acordo a estratégia adotada pelo oponente, ao incluir cartas do side-deck no deck, a mesma quantidade de cartas deve ser retirada do deck e colocada no side-deck, assim ambos (deck e side-deck) terão sempre a mesma quantidade de cartas de quando foram inscritos no torneio, não beneficiando ou prejudicando o jogador. Cada partida é disputada no sistema melhor de três, depois de cada duelo o jogador desfaz as mudanças de cartas feitas no deck (trocas entre deck <-> side-deck). Uma lista de cartas banidas é usada em cada formato.
- Extended: são permitidas somente as cartas dos últimos 4 anos.[4]
- Standard: (Tipo 2 ou T2) são permitidas somente as cartas dos dois últimos blocos e do último set básico.[5]
- Block Constructed: são permitidas somente as cartas de um único bloco num deck. A maioria dos torneios de bloco usa somente o bloco mais recente, mas outros torneios podem usar outros blocos se assim anunciado.[6]
- Modern: são permitidas as cartas a partir da 8ª coleção básica (8ª edição) e a partir do bloco Mirrodin.[7]

### Eterno
Formatos Eternos seguem as mesmas regras de construção de decks do formato anterior, mas permitem que todas as cartas já lançadas sejam utilizadas. As qualificações destes formatos são mantidas separadas dos formatos anteriores devido às barreiras para novos jogadores, como o altíssimo custo das cartas mais antigas. Somente as qualificações e ranking dos formatos limitados e pré-construídos são utilizadas para convite para a maioria dos torneios, como Pro Tours ou Campeonatos Mundiais.
- Vintage: (Tipo 1 ou T1) é o único formato com uma lista de cartas restritas, mas também tem uma lista de cartas banidas.[8]
- Legacy: (Tipo 1.5 ou T1.5) igual a Vintage, mas a lista de restritas é substituída por uma de banidas.[9]

### Limitado
Torneios Limitados são baseados num pacote de cartas que os jogadores recebem no dia do evento. Os decks precisam ter um mínimo 40 cartas, contando qualquer número de terrenos básicos. todas as cartas não usadas no deck funcionam como side-deck.
Os tipos mais comuns de torneios limitados são:
- Deck Selado: Cada jogador recebe um deck de torneio de 75 cartas lacrado, contendo 30 terrenos básicos e dois a três boosters fechados de 15 cartas.[11]
- Booster Draft: Um número de jogadores, geralmente oito, sentam-se numa mesa e recebem cada um dois boosters de 15 cartas. Ao sinal todos devem abrir os boosters, escolher uma carta e passa as cartas restantes para o jogador ao seu lado, no sentido horário ou anti-horário. Assim que cada jogador tiver 15 cartas na mão, eles podem abrir o segundo booster e continuar o processo. Os jogadores não podem mostrar as cartas para os outros e nem falar uns com os outros durante o processo.[12]
- Rochester Draft: Cada jogador recebe três boosters de 15 cartas. Um dos jogadores abre um booster e coloca todas as cartas sobre a mesa para todos verem, em turnos cada um escolhe uma carta, até que todas as cartas tenham sido escolhidas. O próximo jogador no sentido horário ou anti-horário abre o seu booster e repete o processo anterior[carece de fontes?].

### Two-Headed Giants
Two-headed Giants (ou Gigante de duas Cabeças ou ainda 2HG) é um formato multi-jogador onde duas duplas se enfrentam, o 2HG é um formato de partida e não de Decks, qualquer formato de deck pode ser usado nesse tipo de jogo, desde que todos os jogadores utilizem o mesmo formato.

## Principais torneios

### Pro Tour
Uma temporada comum de Pro Tours começa no final do Outono (Hemisfério Norte), com eventos por todo o mundo, culminando num evento final que antecede o Campeonato Mundial. Nos meses em que ocorrem cada Pro Tour são feitos torneios qualificatórios locais, conhecidos pela sigla "PTQs", onde convites para torneios especiais são obtidos. Os jogadores acumulam Pro Points ao comparecerem a esses eventos e podem receber muito mais ao ficarem nas primeiras colocações. Os Pro Tours são eventos restritos a convidados e somente jogadores com um convite, alto número de Pro Points, ou jogadores nas primeiras posições do ranking da DCI podem participar deles.
Atualmente cada Pro Tour distribui um total de 200 mil dólares em prêmios, sendo 30 mil para o vencedor. A partir da temporada 2003-2004, os 50 melhor colocados de cada temporada irão receber um total de 635 mil dólares em dinheiro.

### Campeonato Mundial
O torneio mais prestigiado de todos é o campeonato mundial, onde os melhores jogadores de cada país competem entre si para definir o melhor do mundo do ano. O jogador precisa ter um convite para participar do evento que dura cinco dias. O convite é obtido por ser um dos melhores jogadores dos nacionais de cada país, ou por ter uma posição muito elevada no ranking da DCI. Geralmente o mundial acontece no fim do Verão do Hemisfério Norte.

### Grand Prix
Grand Prix são abertos ao público em geral. Os prêmios em dinheiro são bem menores do que os dados no Pro Tour, já que o Grand Prix tem um prestígio bem menor. Os Grand Prix acontecem nos Estados Unidos e em outros países, sendo bons para amadores e iniciantes praticarem para torneios maiores. Alguns dos últimos Grand Prix aconteceram em: New Orleans, Los Angeles, Bruxelas, Yokohama, Taipé, Utrecht, etc. Muitos jogadores participam desse evento apenas pelo prazer de viajar.

### Invitational
O Invitational é um torneio não-sancionado exclusivo para os 16 melhores jogadores de cada ano, numa competição que desafia os melhores jogadores do mundo. O campeão do mundo do ano, o melhor jogador de Pro Tour do ano e vários jogadores eleitos a partir de votação. O vencedor do torneio ganha a oportunidade de sugerir uma nova carta a ser lançada na próxima expansão; não há prêmio em dinheiro. Quando a carta é lançada ela costuma trazer uma nova habilidade do gosto do campeão. O evento era originalmente organizado em cidades como Sydney e Cidade do Cabo, mas nos anos recentes, o evento passou a ser realizado com o Magic Online, permitindo que o público de todo o mundo possa assistir às partidas ao vivo.
Estes são os campeões até o momento que participaram da criação de algumas cartas:
- 1996 Olle Råde, Preservador Silvestre
- 1997 Darwin Kastle, Ginetes de Avalanche
- 1998 Mike Long, Ladrão de Rootwater
- 1999 Chris Pikula, Mago Interferidor
- 2000 Jon Finkel, Mago das Sombras Infiltrador
- 2001 Kai Budde, Prodígio dos Magos do Vácuo
- 2002 Jens Thorén, Simulacro Solene
- 2004 Bob Maher, Confidente Sombrio

### Outros Torneios
Torneios de pré-lançamento são organizados em centenas de locais pelo mundo quando uma nova expansão ou set básico está prestes a ser lançado. Estes torneios permitem que os jogadores possam ver em primeira mão as novas cartas pouco antes de serem lançadas.
Friday Night Magic (FNM) e Arena Leagues são realizados em muitas lojas, permitindo aos jogadores competir por cartas FOIL especiais e outros prêmios. Estes torneios são feitos principalmente para os amadores e são um bom lugar para começar a sua carreira de jogador de Magic, porém só são realizados em lojas credenciadas pela Wizards of the Coast com estatus Premiere.
Muitas outras lojas, clubes de jogadores e comunidades locais fazem torneios com pontuação sancionadas pela DCI, utilizando as regras oficiais. Os eventos também são organizados em quase todas as convenções de jogos e similares.

## Outros sistemas
A DCI também cuida de outros sistemas de jogos, como Dungeons and Dragons e Duel Masters